# لوک بورژوا
 لوک بورژوا (انگلیسی: Luke Bourgeois؛ زاده ۳ مارس ۱۹۷۷) یک تنیس‌باز اهل استرالیا است.